# Communicatio idiomatum
Communicatio idiomatum («обмін атрибутами») — у християнському богослов'ї аспект вчення про дві природи Христа в одній особі.
Вчення про дві природи було сформульоване на Халкідонському соборі 451 року, де було проголошено, що Ісус Христос є одночасно істинною людиною й істинним Богом — «незмішаним» (ἀσυγχύτως), asynchytos) і «незмінний» (ἀτρέπτως, atreptos), а також «неподільним» (ἀδιαιρέτως, adiairetos) і «нерозділеним» (ἀχωρίστως, achoristos). Перше є формулювання було сформульоване Левом Великим у повчальному листі до Ефеського собору 449 року, пізніше розвинута насамперед Іваном Дамаскином, а в Середньовіччі відстоювалася, серед інших, Томою Аквінським.
Найбільшого значення згадана ідея набула в суперечках про причастя в період Реформації. Мартін Лютер — на відміну від швейцарського реформатора Цвінглі — дотримувався думки, що Ісус Христос тілесно присутній у Святому Причасті (дійсна присутність). Однак це можливо лише за умови, що людська природа Христа також має божественну якість всюдисущості (див. вчення про всюдисущість). Саме тому Мартін Лютер був відданим прихильником communicatio idiomatum.
Для опису комунікації ідіом Мартін Хемніц (серед інших у «Формулі згоди») та лютеранські ортодокси розробили три роди:
- Genus idiomaticum: Атрибути людської природи, а також атрибути божественної природи приписуються всій особі Ісуса Христа.
- Genus maiestaticum: Людська природа Ісуса Христа має реальну частку в атрибутах божественної природи.
- Genus apotelesmaticum: Кожна з двох природ бере участь в особливих діях іншої природи.